# Joel Coleman
Joel Coleman (ur. 26 września 1995 w Bolton) – angielski piłkarz grający jako bramkarz we Fleetwood Town.

## Kariera

### Oldham Athletic
Coleman urodził się w Bolton. Absolwent Oldham Athletic, w 2012 podpisał dwuletnie stypendium z klubem. Swój pierwszy profesjonalny kontrakt z klubem podpisał 18 czerwca 2014 na 2 lata.
Coleman zadebiutował w pierwszym zespole 17 marca 2015, wchodząc w 57. minucie jako zmiennik Jake’a Kean’a w przegranym 3:1 meczu League One u siebie z Milton Keynes Dons.

### Huddersfield Town
Coleman podpisał kontrakt z klubem Championship Huddersfield Town 7 czerwca 2016 na 3 lata za nieujawnioną opłatą. Zadebiutował 26 grudnia 2016, grając całość wygranego 2:1 meczu u siebie z Nottingham Forest.
Zastąpił zawieszonego Danny’ego Warda w pierwszym meczu półfinału play-off Championship z Sheffield Wednesday, zachowując przy tym czyste konto. Po awansie Huddersfield Town do Premier League, Coleman podpisał nowy dwuletni kontrakt z klubem w dniu 30 lipca 2017.
Coleman dołączył do klubu League One Shrewsbury Town 27 lipca 2018 na wypożyczeniu na sezon 2018-19, po podpisaniu nowego dwuletniego kontraktu w Huddersfield z opcją na kolejny rok.
20 sierpnia 2020 Coleman dołączył do klubu League One Fleetwood Town na dwuletniej umowie.